# Памятник Витусу Берингу
Памятник Витусу Берингу — памятник, расположенный в центре Петропавловска-Камчатского на улице Ленинской.

## Описание

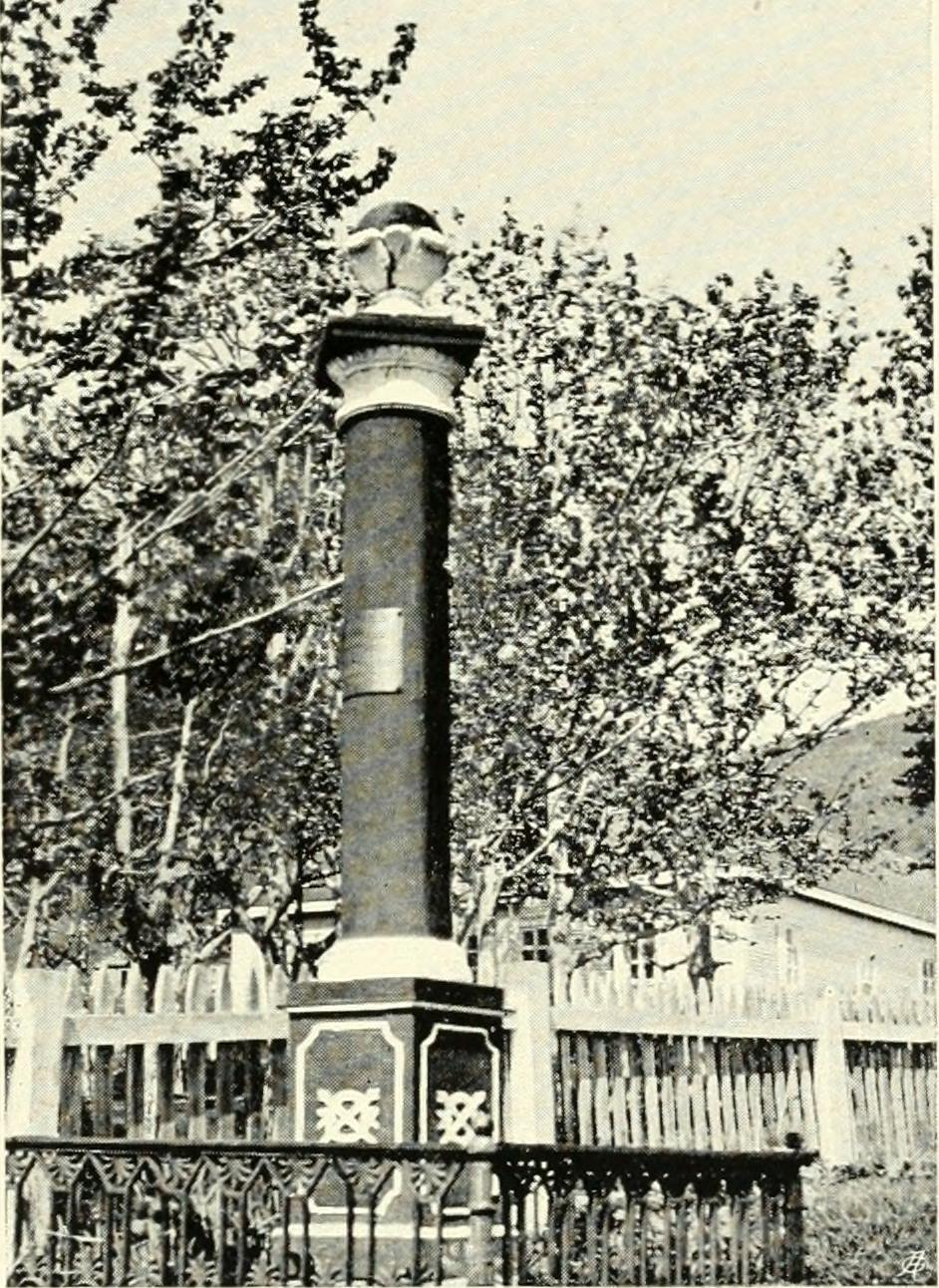
Памятник Берингу, 1904 г.

Представляет собой утверждённую на небольшом цоколе двухметровую металлическую колонну, напоминающую орудийный ствол, завершающуюся капителью; абака (верхняя плита капители) увенчана цветком лотоса, в раскрытых лепестках которого покоится пушечное ядро. На четырёх гранях металлического цоколя — обрамлённые барельефные изображения лавровых венков с двумя скрещенными факелами. Памятник покоится на массивном основании из тёсаного камня, к которому прикреплена чугунная плита с надписью «Основателю Петропавловска в 1740 году мореплавателю Витусу Берингу».
Орудийный ствол и ядро, разделённые цветком лотоса — символы мужества, устремлённости и чистоты побуждений.

## История

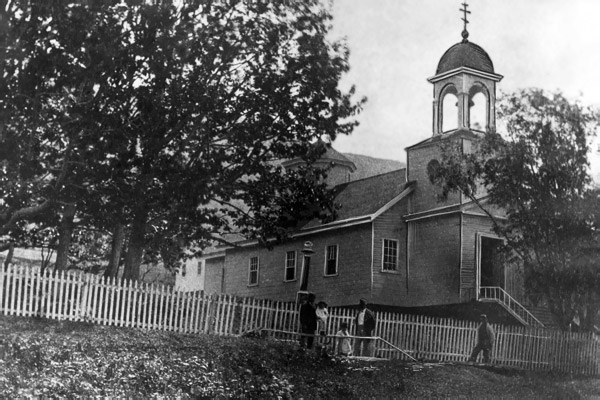
Петропавловский собор, слева — памятник Витусу Берингу, около 1912 год.

Памятник установлен в честь мореплавателя Витуса Беринга, руководителя Второй Камчатской экспедиции. Необходимость в месте для зимовки экспедиционной команды послужила поводом для закладки Петропавловска-Камчатского в 1740 году. Впервые памятник упоминается Фредериком Уильямом Бичи, в 1827 году посещавшим порт Пертопавловска-Камчаткого:
«…в саду губернатора находится памятник нашему соотечественнику капитану Клерку. Он находится на одной стороне широкой дорожки, покрытой гравием в конце аллеи. На другой стороне стоит памятник в честь Беринга».
Во время предыдущего посещения порта Бичи не упоминает данный памятник, что даёт основания предположить, что памятник Берингу был установлен в это время.
В последующие года по различным причинам памятник неоднократно переносился — сперва на территорию Петропавловловского городского собора, далее в 1930-е года памятник размещён напротив кинотеатра «Полярная звезда» (ныне — улица Ленинская). На нынешнее место памятник установлен согласно распоряжению исполкома Петропавловского горсовета от 16 октября 1945 года.